# Tekstforfatter
Betegnelsen Tekstforfatter bruges i reklamebranchen om den person, der har til opgave at skrive kreative og fængende reklametekster. Tekstforfatteren står traditionelt for idéoplæg til ordlyden i kampagner, skriver manuskripter m.v.  
I dag er det muligt at hyre en tekstforfatter til at optimere og formulere virksomheders online identitet. En tekstforfatter, der kan skrive fængende - og så det sælger, er blevet utroligt populært. Der er visse kriterier, tekstforfatteren skal kunne leve op til. Han/hun skal kunne levere levende og fængende tekster, der sælger samt have en dybdegående indsigt i søgemaskineoptimering (Search Engine Optimization).   

## Internettet flyder over
Danske forums og nettet generelt flyder over med folk, der promoverer sig som billige tekstforfattere. I forlængelse heraf er det vigtigt, når der skal hyres en tekstforfatter til at agere frontfigur for virksomheden, at der bliver stillet klare krav til kvalitet og pris. Derfor er det heller ikke ualmindeligt, at en tekstforfatter kan have en timeløn på op til 1000 DKK. 